# Svetilnik Les Eclaireurs
Svetilnik Les Eclaireurs (francosko ime "Les Éclaireurs" pomeni 'skavti') je rahlo stožčasto oblikovan svetilnik, ki stoji na najbolj severovzhodnem otoku petih ali več otokov Les Eclaireurs, po katerem je dobil ime, 5 morskih milj vzhodno od Ushuaije v prelivu Beagle, Ognjena zemlja, južna Argentina.

## Zgodovina
Zidani stolp je visok 11 metrov in širok 3 metre v podnožju, njegova stena brez oken je pobarvana rdeče-belo-rdeče, na vrhu pa ohišje in galerija črne lanterne. Dostop do stavbe omogočajo le vrata proti zahodu. Svetloba je 22,5 metra nad morsko gladino in oddaja bele utripe vsakih deset sekund z dosegom 13,9 km. Svetilnik še vedno obratuje, je daljinsko voden, avtomatiziran, nenaseljen in ni odprt za javnost, varuje morski vhod v Ushuaijo. Električno energijo oskrbujejo sončni kolektorji. Svetilnik je bil dan v obratovanje 23. decembra 1920.
Je priljubljena turistična atrakcija, ki jo dosežemo na krajših izletih z ladjo iz Ushuaije. Argentincem je znan kot 'Svetilnik na koncu sveta' (Faro del fin del mundo), čeprav je to ime zavajajoče. Svetilnik pogosto zamenjujejo s svetilnikom San Juan de Salvamento na vzhodni obali oddaljenega  Isla de los Estados, ki ga je Jules Verne uporabil v romanu Svetilnik na koncu sveta, in je pravzaprav precej bolj vzhodno.